# Var (medicin)
Var eller pus är ett vit-gult eller gult sekret som bildas vid infektion. Sjukdomar som tenderar att bilda var benämnes ibland purulenta (av latinets purulentus, ur pus med betydelsen 'var').
Var består till största delen av vita blodkroppar som absorberat främmande organismer. Det var som uppstår vid sårläkning består till stor del av döda neutrofiler.
Om en inflammation pågår länge ansamlas mängder av fagocyter som har förbrukats och dött. Dessa utgör huvuddelen av den trögflytande vätska som kallas var.